# 單步法

單步法近似初值問題，給定起始值，可以找到、等

数值分析裡的單步法（one-step methods）和多步法（multistep methods）是求解初值問題的數值方法的兩種分類。常微分方程和初值問題在自然科學、工程物理學中都很重要，在經濟學和社会科学中的重要性也慢慢提高。
單步法背後的基本概念是從給定的起點出發，沿著想要的解，一步一步的計算近似解。單步法只使用最近的資訊計算下一個點的資訊，多步法則不同，多步法還會考慮更早的資訊。單步法粗略可以分為兩類：顯式法是直接計算新的近似值，隱式法是將新的近似值和目前已知的資訊形成方程，需求解方程才能知道新的近似值。後者更適用於刚性方程（stiff equation，其數值分析的解只有在時間間隔很小時才會穩定，只要時間間隔略大，其解就會不穩定）。
最簡單也最古老的單步法，是顯式歐拉法，由萊昂哈德·歐拉在1768年發表。後來，在1883年，出現了許多的多步法。而卡爾·龍格、Karl Heun和馬丁·威廉·庫塔在1900年針對歐拉法進行大幅改進，之後出現了許多龙格-库塔法的算法，也是單步法中最重要的一組算法。二十世紀的發展包括外推的概念、以及考慮步長的控制，也就是在每一步經計算後，選擇下一步的步長。這些概念組成了求解複雜初值問題的基礎，常出現在現有的應用中，利用電腦可以有效率的求解問題，而且可以達到要求的精度。

## 基本概念
考慮以下初值問題的通式，要找到函數{\displaystyle y}滿足以下的方程

洛倫茲吸引子微分方程的解，是三維空間中的複雜曲線

{\displaystyle y'(t)=f(t,y(t)),\quad y(t_{0})=y_{0}}
其中{\displaystyle f}是已知的函數
若{\displaystyle y'(t)}和{\displaystyle y(t)}等比例，則{\displaystyle y(t)}會指數增長。因此，{\displaystyle y'(t)=\lambda y(t)}，其成長率是{\displaystyle \lambda }，也有初始條件{\displaystyle y(0)=y_{0}}。此時，可以用初等的微積分配合指数函数求得結果：{\displaystyle y(t)=y_{0}e^{\lambda t}}。
微分方程中所要求的函數{\displaystyle y}其值也可以是向量，也就是針對每一個{\displaystyle t}，{\displaystyle y(t)=(y_{1}(t),\dotsc ,y_{d}(t))}是一個{\displaystyle d}個元素的向量。這也是{\displaystyle d}維微分方程的系統。以移動物體為例，{\displaystyle y(t)}是其d維空間中的位置，而{\displaystyle y'(t)}是其時間{\displaystyle t}的速度。因此微分方程標示了物體軌跡上每一點的速度方向和大小。就可以由此計算軌跡。
在上述簡化版的指數成長問題中，可以直接求解。但大多數的微分方程問題更複雜，也無法求得解析解。在特定條件下，可以證明針對函數{\displaystyle f}，其初始值問題的解存在，但無法用分析的解法求解（例如分離變數法、指數法或是變分法），因此需要利用數值方法，找到其近似解。
初值問題的數值方法要在{\displaystyle t_{0}<t_{1}<t_{2}<\ldots }各時間，逐步計算待求解函數的值{\displaystyle y(t_{0}),y(t_{1}),y(t_{2}),\dotsc }。單步法在計算{\displaystyle y_{j+1}}近似值時，只需要{\displaystyle y_{j}}的近似值，與其相對的，多步法在計算{\displaystyle y_{j+1}}近似值時，除了{\displaystyle y_{j}}近似值以外，還至少需要{\displaystyle y_{j-1}}，甚至{\displaystyle y_{j-2}}......的值。

顯式歐拉法的前二步

最簡單也最基本的單步法就是顯式歐拉法，是瑞士數學家和物理學家萊昂哈德·歐拉於1768年提出的。此方法的概念是由分段線性函數來近似要求的解，而從點{\displaystyle t_{j+1}}到點{\displaystyle f(t_{j},y_{j})}的斜率是由{\displaystyle t_{j}}時的資訊所決定。更深入的說：問題定義只提供了此函數的初值：{\displaystyle y(t_{0})=y_{0}}，而且，此點的斜率也是已知的，{\displaystyle y'(t_{0})=f(t_{0},y_{0})}。因此，可以確定函數在此點的切線斜率，並以此近似函數在往後時間的特性。在點{\displaystyle t_{1}>t_{0}}，可以得到以下的結果，而步長為{\displaystyle h_{0}:=t_{1}-t_{0}}
{\displaystyle y(t_{1})\approx y_{0}+h_{0}f(t_{0},y_{0})=:y_{1}}.
此作法可以繼續進行。最後，以下計算的結果就是顯式歐拉法
{\displaystyle y_{j+1}=y_{j}+h_{j}f(t_{j},y_{j}),\quad j=0,1,2,\dotsc }
其遞增量{\displaystyle h_{j}=t_{j+1}-t_{j}}.
顯式歐拉法是許多單步法的基礎，其斜率{\displaystyle f(t_{j},y_{j})}由其他近似函數在點{\displaystyle t_{j}}和點{\displaystyle t_{j+1}}之間行為的運算代替。單步法的另一個概念是來自隱式歐拉法，用{\displaystyle f(t_{j+1},y_{j+1})}為斜率。初看會認為這作法不一定合適，因為此時{\displaystyle y_{j+1}}未知，不過，若以此往下計算，就得到以下的方程
{\displaystyle y_{j+1}=y_{j}+h_{j}f(t_{j+1},y_{j+1})}
可以以此求解{\displaystyle y_{j+1}}（若有需要的話，也可以用數值方法求解）。例如用顯式歐拉法和隱式歐拉法的算术平均数作為斜率，這就是隱式梯形法。若等式右側未知的{\displaystyle y_{j+1}}用顯式歐拉法近似，也可以得到另一個顯式法，這稱為Heun方法。所有方法和擴展都有一步法的基本概念：
{\displaystyle y_{j+1}=y_{j}+h_{j}\Phi }
其斜率{\displaystyle \Phi }是由{\displaystyle t_{j}} , {\displaystyle y_{j}}, {\displaystyle h_{j}}以及（針對隱式歐拉法）{\displaystyle y_{j+1}}所決定。

## 定義
單步法可以定義如下：令 {\displaystyle y} 是以下初值問題的解
{\displaystyle y'(t)=f(t,y(t))}, {\displaystyle \quad y(t_{0})=y_{0}}.
假設解
{\displaystyle y\colon I\to \mathbb {R} ^{d}}
存在在一定區間{\displaystyle I=[t_{0},T]}內，而且其值唯一。以下時間
{\displaystyle t_{0}<t_{1}<t_{2}<\ldots <t_{n}=T}
是區間{\displaystyle I}內滿足上述條件的時間點，且{\displaystyle h_{j}=t_{j+1}-t_{j}}是對應的增量，則以下
{\displaystyle y_{j+1}=y_{j}+h_{j}\Phi (t_{j},y_{j},y_{j+1},h_{j})}, {\displaystyle \quad j=0,\dotsc ,n-1}
就是單步法的公式，其斜率函數為{\displaystyle \Phi }。若{\displaystyle \Phi }和{\displaystyle y_{j+1}}無關，這個單步法就是顯式的，不然，在每一個{\displaystyle j}都要求解方程，才能得到解在該時間的值，這就是隱式的單步法。

## 一致性和收斂性

### 收斂階數
針對實際使用的單步法，所計算的{\displaystyle y_{j}}應該是其解{\displaystyle y}在點{\displaystyle t_{j}}的值{\displaystyle y(t_{j})}之良好近似。若其變數是通用的{\displaystyle d}維向量，此近似的好壞會用向量範{\displaystyle \|y_{j}-y(t_{j})\|}來量測，也就是在該點{\displaystyle t_{j}}的誤差。若可以將其步階收斂到零時，會希望針對所有{\displaystyle j}的誤差都快速的收斂到零。為了考慮非定值步階的情形，會將{\displaystyle h}準確定義為所使用步階的最大值，在所有點{\displaystyle j}裡最大誤差的特性會和{\displaystyle h}的幂次比較。求解給定初值問題的單步法，其收斂階數（Convergence order）為{\displaystyle p\geq 1}，若以下估測值
{\displaystyle \max _{j=0,\dotsc ,n}\|y_{j}-y(t_{j})\|\leq Ch^{p}}
適用在所有夠小的{\displaystyle h}上，其常數{\displaystyle C>0}，和{\displaystyle h}無關。要比較不同的單步法時，收斂階數是最重要的參數。較高收斂階{\displaystyle p}的方法，在固定步階下的總誤差較小，若要到給定的精度，需要的步數也比較少。針對{\displaystyle p=1}的方法，可以預期若步階變一半，其總誤差也只會變成一半。若收斂階數{\displaystyle p=4}的方法，步階變一半，總誤差會是{\displaystyle {\bigl (}{\tfrac {1}{2}}{\bigr )}^{4}={\tfrac {1}{16}}}。

### 全域誤差和局部誤差
收斂階數的{\displaystyle \|y_{j}-y(t_{j})\|}是由兩個獨立的因素所組成，乍看之下會很複雜。一方面，誤差是由每一步用數值方法近似函數未知梯度的誤差有關，但是，也需要考慮每一步的起始點{\displaystyle (t_{j},y_{j})}和真正起始點{\displaystyle (t_{j},y(t_{j}))}之間的誤差，目前這一步的誤差也會和以往各步的誤差有關。因為單步法一致性的定義，不同方式的差異只會在程序函數{\displaystyle \Phi }的選擇，不過可以證明，在{\displaystyle \Phi }符合特定條件下，可以從單一步的誤差階數推斷收斂階數，這稱為一致階數（consistency order）。
一致的概念是現代數值分析裡，通用的中心概念。數值分析方式的收斂性和數值近似如何近似其確切解有關，一致性要問的是逆問題的簡化版：其確切解可以多符合其數值方式的規格？在通用理論中，一個方法若是一致和穩定的，就是收斂的。為了簡化說明，以下的說明中假設存在顯式單步法
{\displaystyle y_{j+1}=y_{j}+h\Phi (t_{j},y_{j},h)}
而且其固定步階為{\displaystyle h}。其真實解為{\displaystyle t\mapsto y(t)}，局部截尾誤差（也稱為局部處理誤差）{\displaystyle \eta } 定義為
{\displaystyle \eta (t,h)=y(t)+h\Phi (t,y(t),h)-y(t+h)}.
因此，假設其確切解已知。從{\displaystyle (t,y(t))}開始單步法的步階，形成了在{\displaystyle t+h}和確切解的誤差。接著定義：單步法有一致階數（consistency order）{\displaystyle p\geq 1}若以下估測值的算式成立
{\displaystyle \|\eta (t,h)\|\leq Ch^{p+1}}
針對所有夠小的{\displaystyle h}，其常數{\displaystyle C>0}和{\displaystyle h}無關。
一致階數和收斂階數中很大的差異是一致階數是{\displaystyle h^{p+1}}而不是{\displaystyle h^{p}}。這可以解釋成在局部誤差轉換到全域誤差時，少了一層步階{\displaystyle h}的影響。以下定理是單步法的核心：
若過程函數{\displaystyle \Phi }為利普希茨連續，且其相關的單步法有一致階數{\displaystyle p}，則其也有收斂階數{\displaystyle p}。
過程函數的利普希茨連續是針對穩定性的額外要求，若微分方程本身的{\displaystyle f}是利普希茨連續，其過程函數多半也會是利普希茨連續。不過在大部份的應用都要假設此要求，以確保其初始值問題有唯一可解性，此時已可以確定單步法的一致階數。理論上，這可以用{\displaystyle \eta (t,h)}的泰勒级数求得。但實務上，高階的公式很複雜，不易理論，因此需要額外的概念以及表示法來處理此議題。

## 文獻
- John C. Butcher, , Chichester: John Wiley & Sons, 2008, ISBN 978-0-470-72335-7
- Wolfgang Dahmen, Arnold Reusken, ,  2., Berlin/Heidelberg: Springer, 2008, ISBN 978-3-540-76492-2
- Peter Deuflhard, Folkmar Bornemann,  3., Berlin: Walter de Gruyter, 2008, ISBN 978-3-11-020356-1
- David F. Griffiths, Desmond J. Higham, , London: Springer, 2010, ISBN 978-0-85729-147-9
- Robert Plato, ,  4., Wiesbaden: Vieweg+Teubner, 2010, ISBN 978-3-8348-1018-2
- Hans-Jürgen Reinhardt,  2., Berlin/Boston: Walter de Gruyter, 2012, ISBN 978-3-11-028045-6
- Hans Rudolf Schwarz, Norbert Köckler, ,  8., Wiesbaden: Vieweg+Teubner, 2011, ISBN 978-3-8348-1551-4
- Karl Strehmel, Rüdiger Weiner, Helmut Podhaisky,  2., Wiesbaden: Springer Spektrum, 2012, ISBN 978-3-8348-1847-8

## 外部連結
- Lars Grüne.  (PDF). 2008  [2018-08-20].
- Peter Spellucci.  (PDF). 2007  [2018-08-20].
- Hans U. Fuchs.  (PDF). 2007  [2018-08-20] （英语）.
- . Mathe Tutorial.   [2018-08-20].